# Lyndon LaRouche
Pour les articles homonymes, voir LaRouche.
Lyndon Hermyle LaRouche, Jr., né le 8 septembre 1922 à Rochester (New Hampshire) et mort le 12 février 2019 à Leesburg (Virginie), est un homme politique, essayiste et polémiste américain. 
Il est président fondateur du LaRouche PAC, un comité d'action politique créé en 2004, et fondateur des revues Fusion et Executive Intelligence Review. Bien qu'il n'ait aucun diplôme en économie, il se présente comme spécialiste de l'« économie physique » et défend un programme de réorganisation complète du système financier international.
Il fut candidat à la primaire démocrate pour l'élection présidentielle américaine de 1996, où il fut battu par le président sortant Bill Clinton, en obtenant 5,47 % des suffrages, soit près de 600 000 voix.
En France, ses idées sont défendues par Jacques Cheminade, fondateur du parti Solidarité et progrès après sa candidature à l'élection présidentielle de 1995. En Allemagne, le représentant de LaRouche est son épouse, Helga Zepp-LaRouche, fondatrice et présidente de l'Institut Schiller voué à faire connaître la pensée de LaRouche dans ce pays ; elle fut candidate à la chancellerie allemande pour le Bürgerrechtsbewegung Solidarität (de) (BüSo, Mouvement des droits civiques Solidarité).

## Biographie

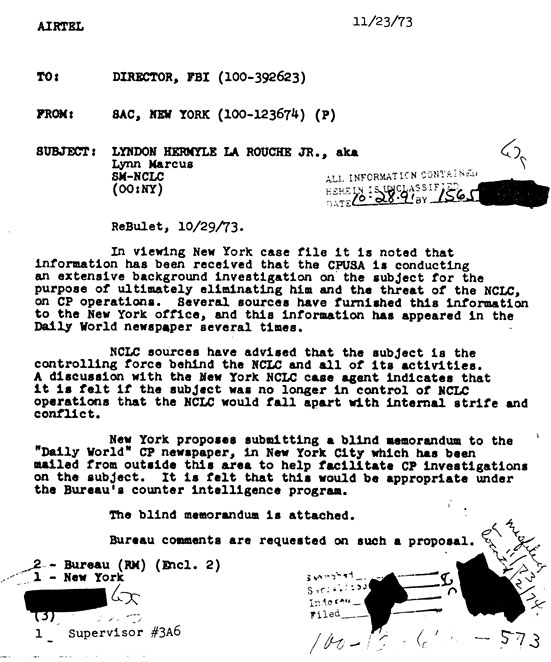
Une des 79 lettres envoyées au FBI pour suggérer une investigation sur Lyndon Larouche.

Lyndon Hermyle LaRouche, Jr. est l'aîné des trois enfants de Jessie Lenore (née Weir) et Lyndon H. LaRouche, Sr. Ses parents sont devenus quakers et ils ont interdit à leur fils de se bagarrer avec d'autres enfants. Adolescent, Lyndon lit intensivement les philosophes et adhère aux idées de Leibniz. En 1940, le père de Lyndon est exclu de la Société des Amis (quakers), sa femme et son fils Lyndon démissionnent par sympathie.
LaRouche entre en politique comme militant trotskiste. Après avoir tenté de créer un « tiers parti » (l'US Labor Party (en)) dont il sera le candidat en 1976, il se porte candidat à chaque investiture démocrate : 1980, 1984, 1988, 1992, 1996, 2000, 2004. Il n'obtient cependant jamais un seul délégué. 
Pendant le premier mandat de Ronald Reagan, LaRouche prétend être à l'origine de l'Initiative de défense stratégique, qu'il défend comme une alternative à la doctrine de la destruction mutuelle assurée (Mutual Assured Destruction ou MAD). Il prétend également avoir été chargé par le gouvernement américain de négociations non officielles avec l'URSS sur ce sujet délicat. Des officiers américains comme le général Daniel O. Graham (en) ont explicitement démenti ces allégations.
En décembre 1988, le tribunal d'Alexandria (Virginie) condamne LaRouche à quinze ans de prison pour « fraude postale » et « conspiration en vue de commettre une fraude fiscale », après qu'il s'est défaussé du remboursement d'une certaine somme empruntée à ses soutiens lors de la campagne présidentielle. Il continue cependant ses activités politiques pendant son incarcération, dont sa candidature présidentielle en 1992. Il est libéré sur parole en 1994.
Après la convention de Boston en 2004, il donne son soutien au candidat démocrate John Kerry, désigné par le parti.
En 2005, sa femme a participé à la conférence "anti-impérialiste" Axis for Peace, organisée par Thierry Meyssan du Réseau Voltaire. Rudy Reichstadt, de Conspiracy Watch, qualifie la liste des participants de « who’s who des auteurs conspirationnistes les plus en vue de l’époque. »

## Thèses politiques et sociales

### Sur l'Empire britannique
Depuis la publication par son mouvement en 1978 du livre-enquête Dope, Inc. prétendant dévoiler les circuits politiques et financiers derrière le trafic de drogue international et son blanchiment offshore, Lyndon LaRouche s'attaque régulièrement à ce qu'il appelle l'Empire britannique, une thèse que l'on retrouve notamment dans le livre Treasure Island (The Bodley head, 2011) du journaliste britannique Nicholas Shaxson ou le documentaire de Mathieu Verboud La City, la finance en eaux troubles (Zadig productions/France 5, 2011). Il a aussi affirmé, après une contre-enquête menée par le magazine EIR, que la monarchie britannique est derrière la mort de la princesse Diana. Il déclare aussi que l'arrivée d'Hitler et de Mussolini au pouvoir se sont faites avec l'approbation des milieux financiers de la City et de Wall Street[réf. nécessaire]. Il affirme également que les attentats du 11 septembre 2001 ont été « un travail de l’intérieur pour le compte de ce que l’Administration Bush-Cheney représente », soulignant en particulier l’implication directe du vice-président Dick Cheney, décrit comme le personnage principal de l'opération. Il ajoute que ces attentats ont été déclenchés avec les complicités de l’« Empire britannique » et de l’Arabie saoudite.

### Sur les pays en développement
Il pense que depuis le rapport Kissinger de 1965, où il était déclaré que l'Afrique risquait de ne pas pouvoir nourrir une population toujours croissante, les États-Unis ont tout fait pour empêcher le Tiers monde en général de se développer économiquement et a même encouragé des politiques génocidaires en Afrique.
LaRouche défend l'Inde et son droit à développer sa propre énergie nucléaire civile basée sur le cycle du thorium et non plus l'uranium qu'elle ne produit pas. Il prétend aussi que les États-Unis font tout pour barrer la route à l'Inde sur cette voie.
Au sujet des guerres balkaniques des années 90, il déclare que les empires ont toujours sauvegardé leur prééminence en faisant éclater des conflits partout où ils le pouvaient, sans avoir l'intention le moins du monde de mener une guerre à terme ou même de la gagner. Dans la foulée, il juge très sévèrement le rôle de Madeleine Albright dans le conflit.

### Sur les jeux vidéo
Selon LaRouche, les jeux vidéo auraient une influence grandissante et néfaste sur la jeunesse, encourageant la violence ; il leur reproche notamment la fusillade de l'université Virginia Tech.

### Sur le réchauffement climatique
Il ne croit pas au réchauffement climatique et indique que les températures relevées sont des mensonges,.

### Sur le sida et l'homosexualité
LaRouche a tenu des propos dénoncés comme homophobes par des associations homosexuelles,.
Dans sa politique de lutte contre le sida, en 1986, des activistes du mouvement de LaRouche proposèrent dans l'État de Californie une loi (en) consistant à tester d'office les personnes à risque, ce qui aurait eu pour conséquence de replacer cette maladie sur le registre des maladies contagieuses (alors qu'elle ne l'était plus). Cette proposition de loi fut refusée au motif des dangers que cela comportait pour les malades, en termes d'accès à l'emploi et aussi des risques d'isolement social.

### Sur Barack Obama

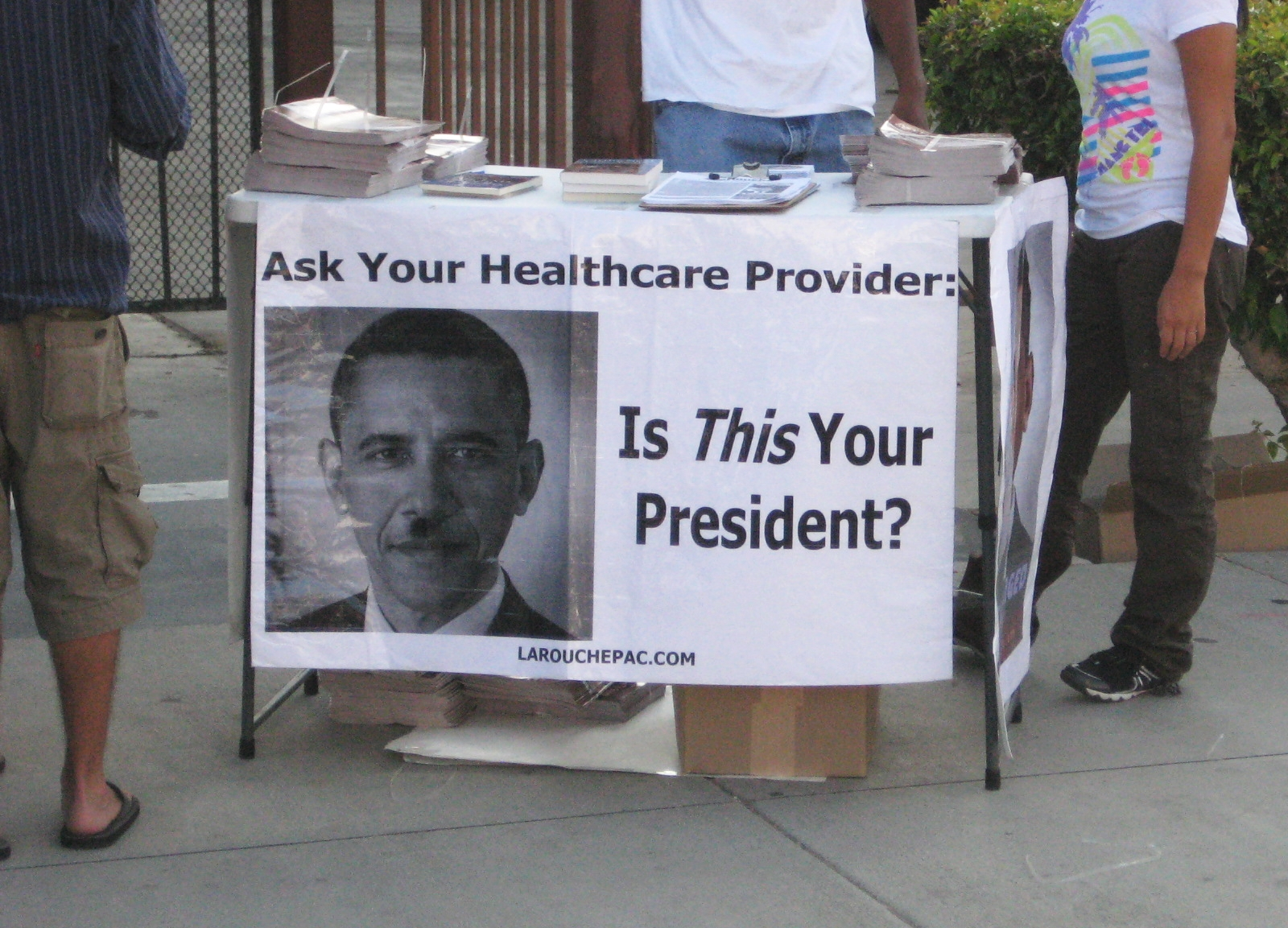
Le président Barack Obama comparé à Hitler par des militants du mouvement de LaRouche (2009).

LaRouche a critiqué fortement Barack Obama au point de le comparer à un singe, ou de ne trouver aucune différence entre son organisation (qu'il estime fasciste) et celle d'Adolf Hitler. Lors d'une réunion interne de son mouvement, Larouche accuse également Obama d'être raciste, et de travailler « pour le crime organisé », c'est-à-dire selon LaRouche, pour les services secrets britanniques, dont son père aurait été agent. Il crée la polémique en affichant Barack Obama avec la moustache d'Hitler.

## Doctrine économique

### Projet pour un «nouveau Bretton Woods»
Lyndon LaRouche défend une réorganisation du système financier international actuel. En effet, selon lui, un nouveau Bretton-Woods doit être mis en place ainsi qu'un retour à une politique, se voulant inspirée par le New Deal et basée sur des  grands travaux (eau, énergie, transports, espace, santé, recherche) et des transferts de technologies vers les pays en voie de développement. 
En matière de système bancaire, il réclame la nationalisation des banques centrales[réf. nécessaire]. En effet, dans le cas des États-Unis, selon Lyndon LaRouche, les crédits doivent être émis sous contrôle du Congrès et non pas dans des buts spéculatifs.

### Positions durant la crise financière de 2009
Aux États-Unis, LaRouche s'oppose catégoriquement à l'expulsion des propriétaires de biens immobiliers de leur propre maison à la suite de l'augmentation de leur taux hypothécaire les mettant dans l'insolvabilité, car il dit que ce n'est pas leur faute, mais celle du système qu'il faut réguler. Il propose d'ailleurs de mettre les gens concernés sous « protection fédérale de banqueroute »[réf. nécessaire].

## Théorie épistémologique

### La méthode déductive et la méthode constructive
Les écrits de LaRouche, et ceux de son mouvement, font montre d'une interprétation très particulière de l'histoire des sciences. LaRouche analyse les sciences comme historiquement sujettes à deux tendances : 
- L'une a trait à la pensée déductive : des axiomes généraux sont posés au départ. La recherche consiste à partir de ces axiomes pour trouver une interprétation qui permette de déduire logiquement les résultats qui correspondent à l'expérience. Il classe entre autres dans cette catégorie Aristote, Euclide, Galilée, Descartes, Newton, Smith, Locke, Laplace, Malthus, Kant, Cauchy, Clausius, Maxwell, Boltzmann, Kronecker, Marx, et Von Neumann.
- L'autre a trait à la pensée constructive : une méthode de construction est donnée au départ (par exemple l'action circulaire), puis on essaye de construire un résultat qui corresponde à l'expérience en s'appuyant sur les principes d'extrémum[réf. nécessaire]. Il classe entre autres dans cette catégorie Platon, Archimède, Nicolas de Cues, Léonard de Vinci, Kepler, Pascal, Huygens, Leibniz, Monge, Gauss, Cantor et Riemann.

LaRouche s'oppose également à l'utilisation (abusive selon lui) du deuxième principe de la thermodynamique, que le club de Rome appliquerait au domaine de l'économie ; le concept d'entropie, fruit de la « pensée logico-déductive », serait selon lui invalide.

### Newton contre Kepler
Selon LaRouche, la paternité de la théorie de la gravitation ne reviendrait pas à Newton, mais à Kepler, l'attribution à Newton ayant été, toujours selon l'organisation, le fait de l'« Empire britannique », toujours stigmatisé dans les écrits larouchistes. Cette thèse n'est pas conforme à l'histoire des sciences communément admise, le monde scientifique considérant Kepler comme ayant découvert trois lois importantes de la cinématique des planètes, et Newton comme ayant découvert une explication commune de ces trois lois à la fois, la loi de la gravitation, grâce aux travaux de Kepler.

## Critiques
Des commentateurs le décrivent comme un « extrémiste politique »,,, un « théoricien du complot »,, ou un « antisémite »,,,,,,, en caractérisant son mouvement comme une « secte »,, certains le considérant comme « fasciste »,.

## Publications
- The Power of Reason : A Kind of Autobiography, New Benjamin Franklin House, 1979 (ISBN 978-0-933488-01-4, lire en ligne)
- (fr) La France après de Gaulle, avec Jacques Cheminade, Parti Ouvrier Européen, 1981,  (ISBN 978-2903431020)
- (fr) Le pouvoir de Raison, Éditions Alcuin, 1989, édition française en 2000 avec la participation de Jacques Cheminade,  (ISBN 978-2907072014)
- (fr) Alors, vous voulez tout savoir sur l'économie ?, Éditions Alcuin, 1998,  (ISBN 978-2907072083)
- (fr) En défense du sens commun, ou comment s'affranchir de la pensée logico-déductive, Vernadski Éditions, 2005,  (ISBN 978-2916108001)
- (en) Earth's Next Fifty Years (2005)